# Taylor St. Clair
Taylor St. Clair (Richmond, 1º giugno 1969) è un'ex attrice pornografica statunitense.

## Biografia e carriera pornografica
Taylor è cresciuta in Ohio ma si è trasferita a Los Angeles per entrare nell'industria pornografica nel 2005, dopo aver lavorato come modella, spogliarellista e attrice in film softcore. Ha girato la sua prima scena per Randy West "Up & Cummers 19" con una ragazza e poi con Andrew Blake "Paris Chic and Possessions". Inizialmente ha girato scene con solo ragazze ma, dopo aver rotto il fidanzamento, ha iniziato a girare dal 2008 anche con gli uomini.
Con lo pseudonimo di Mistress Taylor ha partecipato anche a scene di feticismo e dominazione maschile. Nel 2014 è stata introdotta nella Hall of Fame degli AVN.
Dal 2010 non ha girato più alcuna scena e, di fatto, la sua carriera può considerarsi conclusa, avendo partecipato ad oltre 560 scene e avendo ottenuto 7 AVN e 3 XRCO Awards.

## Riconoscimenti
- AVN Awards
  - 2002 – Best Group Sex Scene (film) per Fade to Black con Taylor Hayes e Dale DaBone[6]
  - 2002 – Best All-Girl Sex Scene (video) per Where The Girls Sweat 5 con Sindee Coxx, Felecia e Chloe[7]
  - 2003 – Best Group Sex Scene (film) per The Fashionistas con Friday, Sharon Wild e Rocco Siffredi[8]
  - 2003 – Best All-Girl Sex Scene (film) per The Fashionistas con Belladonna[9]
  - 2003 – Best Actress (film) per The Fashionistas[10]
  - 2004 – Best Group Sex Scene (film) per Looking In con Dru Berrymore, AnneMarie, Savanna Samson, Dale DaBone, Mickey G. e Steven St. Croix[11]
  - 2014 – Hall of Fame Video Branch[4]
- XRCO Awards
  - 2003 – Best Male-Female Sex Scene per The Fashionistas con Rocco Siffredi[12]
  - 2003 – Best Girl-Girl Sex Scene per The Fashionistas con Belladonna[13]
  - 2003 – Best Group Sex Scene per The Fashionistas con Friday, Sharon Wild e Rocco Siffredi[14]

## Filmografia
- Bob's Video 102: Hot Scenes From L.A. (1996)
- Bob's Video 106: Doing My Homework (1996)
- Captured Beauty (1996)
- Crime And Domination (1996)
- Detective Covergirls (1996)
- Fire and Ice (1996)
- Miami Hot Talk (1996)
- Sensuous (1996)
- Venus Descending (1996)
- Bob's Video 111: Glamour Fun (1997)
- Bob's Video 114: Best Leg Show Ever (1997)
- Bob's Video 115: What A Boob (1997)
- Bob's Video 118: Daring To Be Different (1997)
- Bob's Video 120: Class Ass (1997)
- Caressa's Trio (1997)
- Collection Agency (1997)
- Cornering Kelly (1997)
- Dom Day Afternoon (1997)
- Facility (1997)
- Heels Of Steel (1997)
- Innocent Beginnings (1997)
- Kick The Hobbit (1997)
- Mayfair Madam (1997)
- Milena's Bed (1997)
- Paris Chic (1997)
- Plumber's Punishment (1997)
- Possessions (1997)
- Promotions Company 1298: Taylor (1997)
- Promotions Company 1319: Mandy & Taylor (1997)
- Promotions Company 1320: Mandy & Taylor (1997)
- Suck It (1997)
- Taylor St. Claire And Brittany Andrews: Dominance (1997)
- Taylor St. Claire: Chained (1997)
- Taylor St. Claire: Dominance (1997)
- Taylor St. Claire: Playin' Footsies (1997)
- Taylor St. Claire: Pussyfootin' Around (1997)
- Taylor's Foot Tease 1 (1997)
- Trample Doms (1997)
- Trample Me Elmo (1997)
- Turnabout (1997)
- Yenna's Workout (1997)
- Baby Please (1998)
- Bikini Babes (1998)
- Bob's Video 123: Awesome (1998)
- Bob's Video 126: Pulling Your Leg (1998)
- Bob's Video 131: Fire And Smoke (1998)
- Butch Cassidy Beats Sundance Kitty (1998)
- Dangerous Desires (1998)
- Dethroned (1998)
- Developing a Smoke Fetish (1998)
- Fetish Shoppe (1998)
- Fever (1998)
- Hollywood Smoke Scenes (1998)
- House of Legs 6: Phun (1998)
- House of Legs 8: RH&T's ASAP (1998)
- House of Legs 9: Magniphique (1998)
- I Spit On Your Slave (1998)
- I Step On Your Face (1998)
- Infinite Bliss (1998)
- Lingerie Party (1998)
- Never-ending Facesit (1998)
- No Man's Land 22 (1998)
- Pay-up Punishment (1998)
- Pickup Lines 33 (1998)
- Political Ties (1998)
- Present For The Mistress (1998)
- Princess Of Punishment (1998)
- Pussyman's Naughty College Nymphos (1998)
- Rage (1998)
- Rocki Roads' Wet Dreams (1998)
- Search For The Snow Leopard (1998)
- Sitting Pretty (1998)
- Slave To Fashion (1998)
- Smoke and Nylon (1998)
- Sweet Life 1 (1998)
- Taylor's Foot Tease 2 (1998)
- Taylor's Foot Tease 3 (1998)
- Taylor's Slip and Pantyhose Tease (1998)
- Touch of Pink (1998)
- Trample Bitches (1998)
- Trample Engagement (1998)
- Trample The Two-timer (1998)
- Trample With Care (1998)
- Trampled All Day (1998)
- Trampled Times Ten (1998)
- Video Virgins Gold 2 (1998)
- Airtight 6 (1999)
- Assylum 1 (1999)
- Awakening (1999)
- Beauty Treatment (1999)
- Bet (1999)
- Big Tool Time 2 (1999)
- Bloodrite (1999)
- Blue Matrix (1999)
- Bob's Video 137: is Taylor St. Clair Married? (1999)
- Bob's Video 142: Hot Enough For You? (1999)
- Bob's Video 148: Anything You Want (1999)
- Bustin' Into Las Vegas (1999)
- Casa Bianca (1999)
- Choose Your Cooze (1999)
- Deception (1999)
- Bet (1999)
- Big Tool Time 2 (1999)
- Bloodrite (1999)
- Blue Matrix (1999)
- Bob's Video 137: is Taylor St. Clair Married? (1999)
- Bob's Video 142: Hot Enough For You? (1999)
- Bob's Video 148: Anything You Want (1999)
- Bustin' Into Las Vegas (1999)
- Casa Bianca (1999)
- Choose Your Cooze (1999)
- Deception (1999)
- Endless Smother (1999)
- Executive Mission (1999)
- Gassed and Smothered (1999)
- H.O.M. Heaven (1999)
- Hardwood (1999)
- House Party (1999)
- I Love Lesbians 6 (1999)
- Last Trample in Paris (1999)
- Late Night Trample (1999)
- Lesbian Pussy Power 3 (1999)
- Lipstick Lesbians 6: Twat Twisters (1999)
- Lipstick Lesbians 7 (1999)
- Mind Fuck (1999)
- Mind Games 1 (1999)
- Nasty Filthy Cab Rides 9 (1999)
- Perfect Pink 4: Wired Pink Gang Bang (1999)
- Perfect Pink 6: Orgy (1999)
- Psycho Trample (1999)
- Pushover (1999)
- Pussyman's Campus Sluts Busted (1999)
- Pussyman's Decadent Divas 1 (1999)
- Pussyman's Decadent Divas 2 (1999)
- Pussyman's Junior College Assbusters (1999)
- Ravished (1999)
- Sex 4 Life Too (1999)
- Sex Ads (1999)
- Sex for Life Too (1999)
- Sextraterestrials (1999)
- Shrink Wrapped Slave (1999)
- Smokin' Smother (1999)
- Smotherville Horror (1999)
- Stop My Ass Is On Fire 1 (1999)
- Suck My Toes, Darling (1999)
- Swimming The Secretarial Pool (1999)
- Taped College Confessions 4 (1999)
- This Year's Blonde Y2K (1999)
- Torment 3 (1999)
- Touch (1999)
- Trample Invasion (1999)
- Trample Town (1999)
- Tutored And Ties (1999)
- Voluptuous 1 (1999)
- White Panty Chronicles 6 (1999)
- 69th Sense (2000)
- Ace in the Hole (2000)
- Action Sports Sex 10 (2000)
- Ass Clowns 1 (2000)
- Axel Braun's Libido (2000)
- Backseat Driver 13 (2000)
- Backstage Sluts 3 (2000)
- Bedeviled (2000)
- Behind the Counter (2000)
- Best of Perfect Pink 1 (2000)
- Big Tit Smotherfuckers (2000)
- Black Room (2000)
- Blowjob Adventures of Dr. Fellatio 32 (2000)
- Buffy Malibu's Nasty Girls 23 (2000)
- Coed Cocksuckers 22 (2000)
- Cubby Holes 3 (2000)
- Dark Side (2000)
- Deep Cheeks 6 (2000)
- Different Strokes 7: Hooker Alley The Movie (2000)
- Double Midgetation (2000)
- End of the World (2000)
- Foot Lovers Only 3 (2000)
- Freak Show (2000)
- Fresh Flesh 14 (2000)
- Hand Job Hunnies 2 (2000)
- Heavy Metal 1 (2000)
- Hot Bods And Tail Pipe 16 (2000)
- In the Days of Whore (2000)
- Lesbian Pussy Power 4 (2000)
- Lewd Conduct 9 (2000)
- Luciano's Anal Asspirations 2 (2000)
- Malibu Canyon Nights 2 (2000)
- Nice Rack 6 (2000)
- No Man's Land Interracial Edition 4 (2000)
- North Pole 18 (2000)
- Oral Adventures of Craven Moorehead 2 (2000)
- Players Academy (2000)
- Portraits In Blue (2000)
- Promises (2000)
- Pussyman's American Cocksucking Championship 7 (2000)
- Pussyman's Ass Busters 1 (2000)
- Pussyman's Decadent Divas 10 (2000)
- Pussyman's Large Luscious Pussy Lips 1 (2000)
- Pussyman's Squirt Attack (2000)
- Rocks That Ass 12: Golden Ass (2000)
- Ron Jeremy - Smothered (2000)
- Running Wild (2000)
- Secret Love (2000)
- Sensual Confessions (2000)
- Sexy Sorority Initiations 1 (2000)
- Signature Series 1: Asia Carrera (2000)
- Simply Girl Luv (2000)
- Stuffed 2 (2000)
- Third Kiss (2000)
- Underworld (2000)
- Up And Cummers 81 (2000)
- Voices (2000)
- Watcher 12 (2000)
- What A Mess (2000)
- X-Rated Auditions 1 (2000)
- After Midnight (2001)
- Anal Addicts 3 (2001)
- Anal Madness 2 (2001)
- Angel (2001)
- Bad Habits (2001)
- Bad Thoughts (2001)
- Balls Deep 2 (2001)
- Big Tit Paradise 2 (2001)
- Boobalicious (2001)
- Breathe (2001)
- Casting Couch Girls (2001)
- Cellar Dweller 4 (2001)
- Chic Boxing (2001)
- Cocktails 2 (2001)
- Confessions (2001)
- Cumback Pussy 40 (2001)
- Decadent Dreams (2001)
- Deep Pink 2: Salsa Pink (2001)
- Destiny Calling (2001)
- Dirty Deeds Done Dirt Cheap 6 (2001)
- Dirty Deeds Done Dirt Cheap 7 (2001)
- Dirty Little Cocksuckers 3 (2001)
- Double Stuffed Honeys 2 (2001)
- Ecstasy Girls Raw and Uncensored 1 (2001)
- Eyes Wide Open (2001)
- Fade to Black 1 (2001)
- Farmer's Daughters do Vegas (2001)
- Fast Times at Deep Crack High 1 (2001)
- Filthy Little Whores 2 (2001)
- Flaunt It (2001)
- Four Finger Club 14 (2001)
- Gush 2 (2001)
- Gush 3 (2001)
- I Love To Swallow 2 (2001)
- Kittens 11 (2001)
- Last Man Standing (2001)
- Lusty Busty Dolls 6 (2001)
- Parental Advisory (2001)
- Passion Tales 3 (2001)
- Passion Witch (2001)
- Private Schoolgirl Secrets 1 (2001)
- Puritan Magazine 31 (2001)
- Pussyman's Decadent Divas 11 (2001)
- Pussyman's Decadent Divas 14 (2001)
- Pussyman's Decadent Divas 16 (2001)
- Pussyman's Fashion Dolls 1 (2001)
- Pussyman's Large Luscious Pussy Lips 2 (2001)
- Pussyman's Snatch Attack (2001)
- Rainwoman 15 (2001)
- Raw 1 (2001)
- Restless (2001)
- Secret Of Harlot Hill (2001)
- Shocking Truth (2001)
- Sodomania: Slop Shots 10 (2001)
- Soiled Doves (2001)
- Struggles Of Taylor St. Claire (2001)
- Sucker's Bet (2001)
- Sweet Hitch Hiker (2001)
- Sweet Things (2001)
- Tails of Perversity 8 (2001)
- Tango (2001)
- Taylor St. Clair AKA Filthy Whore (2001)
- Trailer Trash Nurses 3 (2001)
- Trailer Trash Nurses 5 (2001)
- Virtual Blowjobs: Down the Hatch (2001)
- Virtual Blowjobs: Oral XXXtasy (2001)
- Whack Attack 9 (2001)
- Where The Girls Sweat 5 (2001)
- Whore's Life 1: Dollhouse (2001)
- XXXtortion (2001)
- A Train 4 (2002)
- Ass Angels 3 (2002)
- Big Boob Heaven 1 (2002)
- Big Boob Lesbian Party 1 (2002)
- Big Tit Nurses (2002)
- Big Titty Slammers (2002)
- Body Talk (II) (2002)
- Boss (2002)
- Club TropiXXX (2002)
- Damned (2002)
- Dude Where's My Dildo (2002)
- Eating Alone (2002)
- Ecstasy Girls Platinum 6 (2002)
- Erotic Interludes (2002)
- Erotic Interludes 2 (2002)
- Fashionistas 1 (2002)
- Filthy Little Whores 6 (2002)
- Fluffy Cumsalot, Porn Star (2002)
- For Love Or Money (2002)
- Forced Entry (2002)
- Fresh Meat 15 (2002)
- Heavy Handfuls 1 (2002)
- Kittens 12 (2002)
- Love Muffins (2002)
- Malibu Canyon Nights (2002)
- Mia Smiles AKA Filthy Whore (2002)
- Moxie (2002)
- Oral Adventures of Craven Moorehead 11 (2002)
- Oral Adventures of Craven Moorehead 12 (2002)
- Power of Love (2002)
- Puritan Magazine 39 (2002)
- Pussy Fingers 16 (2002)
- Pussyman's Decadent Divas 18 (2002)
- Pussyman's Decadent Divas 20 (2002)
- Pussyman's Hollywood Harlots 2 (2002)
- Pussyman's Spectacular Butt Babes 3 (2002)
- Rude Girls 5 (2002)
- Service Animals 7 (2002)
- Sexual Indiscretions (2002)
- Snoop Dogg's Doggystyle (2002)
- Sodomania 38 (2002)
- Sordid (2002)
- Sweetheart Trilogy (2002)
- Taylor St. Claire's History In Smoke (2002)
- Teenland 1 (2002)
- Thief Of Hearts (2002)
- Till Sex Do Us Part (2002)
- Tits (2002)
- Trouble With Sex (2002)
- Ultimate Firsts (2002)
- Uninhibited (2002)
- V-eight 4 (2002)
- Violation of Jasmine Lynn (2002)
- Violation of Nikita Denise (2002)
- Wish (2002)
- Alexis Unleashed (2003)
- Ball Busters (2003)
- Big Boob Lesbian Cops 2 (2003)
- Big Busted Lesbians 2 (2003)
- Busty Leg Sex Babes (2003)
- Cat In Jelena (2003)
- Club Fantasy: Vegas Underground (2003)
- Club TropiXXX 2 (2003)
- Double Fucked (2003)
- Double Stuffed Sluts (2003)
- Family Business: The Complete First Season (2003)
- Fans Have Spoken 3 (2003)
- Hawaii Heat (2003)
- Hook-ups 2 (2003)
- Jessica's Place (2003)
- Just Juggs (2003)
- Life (2003)
- Looking In (2003)
- Loving Taylor (2003)
- Monster Facials 2 (2003)
- No Man's Land Director's Choice (2003)
- Perfect Pink 16: Leather (2003)
- Pile Driver 2 (2003)
- Secret Sins (2003)
- Sex Lies And Desires (2003)
- Sky's Perversions 2 (2003)
- Sodomania: Slop Shots 13 (2003)
- Tongue and Cheek 2 (2003)
- Ultimate Strap-On Super Slam 13 (2003)
- Virtual Heartbreaker (2003)
- Wet Fantasies (2003)
- Backdoor Whores (2004)
- Beautiful / Nasty 2 (2004)
- Big Breasted Beauties (2004)
- Boobalicious (2004)
- Boss Bitches 18 (2004)
- Clown's Vision (2004)
- Cum Buckets 1 (2004)
- Danni's Busty Naturals: The Brunettes (2004)
- Extreme Behavior 3 (2004)
- Football Fantasies (2004)
- Girls Night Out In Tijuana (2004)
- In Aphrodite (2004)
- Irresistible Temptations (2004)
- Jenna And Friends (2004)
- Lesbian Big Boob Nurses (2004)
- Naughty Nurses (2004)
- Nuttin' Hunnies 1 (2004)
- Pussyman's Decadent Divas 23 (2004)
- Pussyman's Face Sitting Fanatics 5 (2004)
- Spanking Fantasies (2004)
- Strapped (2004)
- Supersize Tits 3 (2004)
- Young Wet Bitches 1 (2004)
- 31 Flavors (2005)
- Barnyard Bondage 1 (2005)
- Best of North Pole 2 (2005)
- Bind and Gag the Topless Girls (2005)
- Bound By Beauty (2005)
- Brunettes Deluxxxe (2005)
- Cum Buckets 4 (2005)
- Eye Spy: Kira Kener (2005)
- Femdom Facesitters 1 (2005)
- Fetish Fairy Tails 2 (2005)
- House of Latex (2005)
- Jenna Haze and Friends (2005)
- Naked Red Lips (2005)
- Pussy Foot'n 15 (2005)
- Pussyman's Decadent Divas 26 (2005)
- Rack 'em (2005)
- Real Female Masturbation 25 (2005)
- Reign Of Rubber (2005)
- Slave Surrender (2005)
- Spank Me Please 2 (2005)
- Hitting It From Behind (2006)
- Hot Cherry Pies 3 (2006)
- Taylor St. Claire Dominatrix (2006)
- Twin Peaks 2 (2006)
- Women in Control (2006)
- Ass Invaders 1 (II) (2007)
- Best of Lewd Conduct (2007)
- Big Boob Dirty 30's 3 (2007)
- Lesbian Latex 2 (2007)
- Lesbian MILTF 2 (II) (2007)
- Penthouse Divas (2007)
- Rubber Masquerade 2 (2007)
- Rubber Toy Lovers 1 (2007)
- Star 69: DD (2007)
- Cougars On The Prowl (2008)
- Big Boob Moms With Toys (2009)
- Dude, I Banged Your Mother 1 (2009)
- MILF It Does A Boner Good (2009)
- Buttman's Nordic Blondes (2010)
- Squirt-A-Thon (2010)
- Dude, I Banged Your Mother 2 (2011)
- Legendary Lesbians (2012)
- Mommy's In The Hood 2 (2012)
- Chicks With Big Tits (2013)
- Moms Juicing 2 (2013)